# بلانكا بالوما
بلانكا بالوما (مواليد 9 يونيو 1989) هي مغنية ومصممة أزياء إسبانية، مثلت إسبانيا في مسابقة الأغنية الأوروبية 2023.

## روابط خارجية
بلانكا بالوما على موقع IMDb (الإنجليزية)
- بلانكا بالوما على موقع ميوزك برينز (الإنجليزية)
- بلانكا بالوما على موقع ديسكوغز (الإنجليزية)